# Jurassic Park 3: Dino Defender
Jurassic Park 3: Dino Defender ist ein Computerspiel von Knowledge Adventure, das zum Start des Kinofilmes Jurassic Park III herauskam. Es wird in einer Seitenansicht gespielt.

## Handlung
Da ein Taifun die elektrischen Zäune auf der Insel Isla Sorna zerstört hat, laufen die gefährlichen Dinosaurier nun frei auf der Insel herum. Als Dino Defender muss man die Generatoren für die Zäune wieder aktivieren, die über die ganze Insel verteilt sind.

## Fehler
- Die Insel heißt Isla Sorna (r+n) und nicht Isla Soma (m).
- Auf Isla Sorna gibt es keine elektrischen Zäune, wie man seit Vergessene Welt: Jurassic Park weiß, da es sich um Anlage B handelt, wo die Tiere nur gezüchtet wurden. Eigentlich doch Sicherheitsstufe 2 aber der Zaun funktioniert nicht?

Ansonsten weist die Handlung eine Reihe an Logikfehlern auf:
- Es hieß im Einführungsvideo, dass man mit Ausrüstung über Luft versorgt wird. Als man allerdings sich durch unterirdische Höhlen bewegt, findet man auch Ausrüstungskisten, die wohl kaum aus der Luft kommen können.
- Obwohl man einen Titan-Anzug besitzt, kann man von kleinen Dinosauriern, wie z. B. dem Compsognathus gefressen werden.

Zudem werden auf der Verpackung gestellte Szenen gezeigt. Es werden Dinosaurier abgebildet, die im Abschnitt gar nicht vorkommen.